# Bay View Gardens
Bay View Gardens – wieś w Stanach Zjednoczonych, w stanie Illinois, w hrabstwie Woodford.